# جایی که وحشی‌ها هستند
«جایی که وحشی‌ها هستند» (انگلیسی: Where the Wild Things Are) یک کتاب از موریس سنداک است که توسط انتشارات هارپر منتشر شد. سنداک در سال ۱۹۶۴ نشان کالدکوت بهترین کتاب کودک را به خاطر این اثر دریافت کرد، کتاب با نام سفر به سرزمین وحشی‌ها به فارسی ترجمه شده‌است

## خلاصهٔ ماجرای کتاب و اقتباس‌ها
کتاب جایی که وحشی‌ها هستند یک کتاب مصور کودکان است که داستان آن هم در مورد رویاهای یک کودک بود که بدون خوردن شام به رختخواب فرستاده شده بود، طی ۴ دههٔ اخیر این کتاب مصور به عنوان یکی از بهترین و دوست داشتنی‌ترین کتاب‌های مصور کودکان در تمام دوران‌ها ستایش شده‌است، اسپایک جونز در سال ۲۰۰۹ فیلمی را از این کتاب برای پردهٔ نقره‌ای اقتباس کرد، از این کتاب مصور اقتباس‌های دیگری نیز انجام شده‌است که از میان آنها می‌توان به انیمیشن کوتاهی اشاره کرد که در سال ۱۹۷۳ ساخته شد، در سال ۱۹۸۰ هم یک اپرا بر اساس این کتاب ساخته شد، این اثر سنداک به یک اثر کلاسیک کودکان و نوجوانان در سراسر دنیا تبدیل شده که ترجمه‌های مختلف آن بیش از ۱۹ میلیون نسخه فروخته شده‌است.

## اقتباس سینمایی
در سال ۲۰۰۹ یک فیلم فانتزی بر اساس ماجرای این کتاب به کارگردانی اسپایک جونز و هنرپیشگان مشهوری از جمله کاترین کینر، مارک رافالو، کریس کوپر، فارست ویتاکر و کاترین اوهارا ساخته شد، این فیلم، با اینکه نقدهای مثبتی توسط منتقدان بر آن وارد شده بود اما در گیشهٔ فروش شکست خورد.